# 루이 1세 도를레앙 공작
루이 1세 오를레앙(Louis Ier d'Orléans, 1372년 3월 13일 ~ 1407년 11월 23일)은 프랑스의 왕족으로 발루아-오를레앙 가의 시조이다. 샤를 5세의 아들이자 샤를 6세의 동생이며, 루이 12세는 그의 손자이다. 오를레앙 공작 외에도 발루아 백작, 툴렌 공작, 블루아 백작, 앙굴렘 백작, 페리고 백작, 드뢰 백작, 수아송 백작 등 많은 작위를 가지고 있었다.
형 샤를 6세는 12세라는 어린 나이에 즉위했고, 또한 성인이 되고 나서도 정신병으로 인해 정상적인 통치가 불가능했기 때문에 그 섭정권을 가진 숙부인 부르고뉴 공작 필리프 2세의 권력이 막강했다. 루이는 숙부 및 그 아들인 사촌 장 1세와 대립하였으며 그 과정에서 장 1세에 의해 암살되었다.

## 가계
- 아버지 : 샤를 5세
- 형 : 샤를 6세
- 형수 : 바이에른의 이자보
  - 조카 : 샤를 7세
- 숙부 : 앙주 공작 루이
- 숙부 : 베리 공작 장
- 숙부 : 부르고뉴 공작 필리프 2세
  - 사촌형 : 장 1세
- 아내 : 발렌티나 비스콘티(밀라노 공녀)
  - 자녀 : 샤를 1세
    - 손자 : 루이 12세

  - 자녀 : 필리프 드 베르티 백작
  - 자녀 : 장 2세 당굴렘 백작
    - 손자 : 샤를 당굴렘 백작 - 프랑수아 1세의 부친
- 정부 : 마리에트 앙갱
  - 서자 : 장 드 뒤누아 백작